# Primera División B Nacional 2021 (Paraguay)
El Campeonato de la Primera División B Nacional 2021 de la Tercera División del fútbol paraguayo, fue la décima edición de la Primera División B Nacional, organizado por la Unión del Fútbol del Interior.
Desde el 2014 se definió que los campeonatos de esta división se denomine con su nombre oficial "Campeonato Nacional B" solo en los años impares, cuando otorga un cupo y medio para el ascenso a la División Intermedia y en los años pares se denomine "Torneo Promoción Pre-Intermedia" o "Torneo Promoción Nacional B" ya que solo otorga al ganador el derecho a jugar el repechaje contra el subcampeón de la Primera División B.
Finalmente el Club Deportivo Itapuense, se consagró campeón y logró el derecho de disputar los partidos de repechaje contra el Martín Ledesma, por el último cupo de ascenso a la División Intermedia.

## Equipos participantes
| Equipo                            | Fundación               | Ciudad               | Departamento |
| --------------------------------- | ----------------------- | -------------------- | ------------ |
| Club Cerro Porteño                | 12 de agosto de 1967    | Presidente Franco    | Alto Paraná  |
| R.I. 3 Corrales                   | 29 de setiembre de 1980 | Ciudad del Este      | Alto Paraná  |
| Club San Alfonso                  | 7 de diciembre de 2019  | Minga Guazú          | Alto Paraná  |
| Club Social y Deportivo Primavera | 21 de setiembre de 1963 | Juan León Mallorquín | Alto Paraná  |
| Ovetense Fútbol Club              | 5 de noviembre de 2015  | Coronel Oviedo       | Caaguazú     |
| Club Deportivo Caaguazú           | 16 de setiembre de 2008 | Caaguazú             | Caaguazú     |
| 22 de Septiembre FBC              | 3 de octubre de 1906    | Encarnación          | Itapúa       |
| Deportivo Itapuense               | 19 de marzo de 2019     | Encarnación          | Itapúa       |
| Club Sportivo Obrero              | 4 de octubre de 1977    | Edelira              | Itapúa       |
| Club Sportivo Carapeguá           | 3 de setiembre de 2010  | Carapeguá            | Paraguarí    |
| Club Libertad de Ybytymí          | 13 de enero de 1950     | Ybytymí              | Paraguarí    |
| Club Sport Primavera              | 20 de abril de 1997     | Curuguaty            | Canindeyú    |
| Club Choré Central                | 19 de enero de 1965     | Choré                | San Pedro    |
| Deportivo Liberación              | 21 de agosto de 2014    | Liberación           | San Pedro    |

## Primera fase
En la primera fase se conformaron 2 grupos de 4 equipos cada uno y 2 grupos de 3 equipos. En cada grupo los equipos jugaron 3 partidos, uno de local, uno de visitante y uno en campo neutral, donde los 2 mejores ubicados de cada grupo pasaron a la segunda fase.

### Grupo A
| Pos. | Grupo A            | PJ | PG | PE | PP | GF | GC | DG | Pts |
| ---- | ------------------ | -- | -- | -- | -- | -- | -- | -- | --- |
| 1.º  | Sportivo Carapeguá | 3  | 3  | 0  | 0  | 6  | 2  | 4  | 9   |
| 2.º  | R.I. 3 Corrales    | 3  | 1  | 1  | 1  | 3  | 4  | -1 | 4   |
| 3.º  | San Alfonso        | 3  | 0  | 2  | 1  | 3  | 4  | -1 | 2   |
| 4.º  | Deportivo Caaguazú | 3  | 0  | 1  | 2  | 5  | 7  | -2 | 1   |

|  | Clasificado a segunda fase. |

| Grupo A            | Grupo A   | Grupo A            | Grupo A                | Grupo A     | Grupo A |
| Local              | Resultado | Visitante          | Estadio                | Fecha       | Hora    |
| ------------------ | --------- | ------------------ | ---------------------- | ----------- | ------- |
| Sportivo Carapeguá | 2 - 1     | San Alfonso        | Municipal de Carapeguá | 25 de julio | 15:00   |
| R.I. 3 Corrales    | 3 - 2     | Deportivo Caaguazú | R.I. 3 Corrales        | 25 de julio | 15:00   |
| Deportivo Caaguazú | 1 - 2     | Sportivo Carapeguá | Federico Llamosas      | 1 de agosto | 14:45   |
| San Alfonso        | 0 - 0     | R. I. 3 Corrales   | Maria Auxiliadora      | 1 de agosto | 14:45   |
| Sportivo Carapeguá | 2 - 0     | R. I. 3 Corrales   | Federico Llamosas      | 8 de agosto | 14:45   |
| Deportivo Caaguazú | 2 - 2     | San Alfonso        | Olivorio Cáceres       | 8 de agosto | 14:45   |

### Grupo B
| Pos. | Grupo B              | PJ | PG | PE | PP | GF | GC | DG | Pts |
| ---- | -------------------- | -- | -- | -- | -- | -- | -- | -- | --- |
| 1.º  | Cerro Porteño (PF)   | 3  | 1  | 2  | 0  | 3  | 2  | 1  | 5   |
| 2.º  | Deportivo Liberación | 3  | 0  | 3  | 0  | 3  | 3  | 0  | 3   |
| 3.º  | Sport Primavera      | 3  | 0  | 3  | 0  | 2  | 2  | 0  | 3   |
| 4.º  | Deportivo Primavera  | 3  | 0  | 2  | 1  | 3  | 4  | -1 | 2   |

|  | Clasificado a segunda fase. |

| Grupo B              | Grupo B   | Grupo B              | Grupo B           | Grupo B     | Grupo B |
| Local                | Resultado | Visitante            | Estadio           | Fecha       | Hora    |
| -------------------- | --------- | -------------------- | ----------------- | ----------- | ------- |
| Sport Primavera      | 0 - 0     | Cerro Porteño PF     | Sport Primavera   | 25 de julio | 15:00   |
| Deportivo Liberación | 1 - 1     | Deportivo Primavera  | Atanacio Villagra | 25 de julio | 15:00   |
| Cerro Porteño PF     | 0 - 0     | Deportivo Liberación | Felipe Giménez    | 1 de agosto | 14:45   |
| Deportivo Primavera  | 0 - 0     | Sport Primavera      | Olivorio Cáceres  | 1 de agosto | 14:45   |
| Sport Primavera      | 2 - 2     | Deportivo Liberación | Juan José Vázquez | 8 de agosto | 14:45   |
| Cerro Porteño PF     | 3 - 2     | Deportivo Primavera  | Maria Auxiliadora | 8 de agosto | 14:45   |

### Grupo C
| Pos. | Grupo C            | PJ | PG | PE | PP | GF | GC | DG | Pts |
| ---- | ------------------ | -- | -- | -- | -- | -- | -- | -- | --- |
| 1.º  | 22 de Septiembre   | 3  | 2  | 0  | 1  | 3  | 4  | -1 | 6   |
| 2.º  | Sportivo Obrero    | 3  | 1  | 1  | 1  | 2  | 3  | -1 | 4   |
| 3.º  | Libertad (Ybytymi) | 3  | 0  | 1  | 2  | 1  | 3  | -2 | 1   |

|  | Clasificado a segunda fase. |

| Grupo C            | Grupo C   | Grupo C            | Grupo C         | Grupo C     | Grupo C |
| Local              | Resultado | Visitante          | Estadio         | Fecha       | Hora    |
| ------------------ | --------- | ------------------ | --------------- | ----------- | ------- |
| Sportivo Obrero    | 2 - 1     | Libertad (Ybytymi) | Hugo Arámbulo   | 25 de julio | 15:00   |
| 22 de Septiembre   | 2 - 0     | Sportivo Obrero    | 22 de Setiembre | 1 de agosto | 14:45   |
| Libertad (Ybytymi) | 0 - 1     | 22 de Septiembre   | Los Fundadores  | 8 de agosto | 14:45   |

### Grupo D
| Pos. | Grupo D             | PJ | PG | PE | PP | GF | GC | DG | Pts |
| ---- | ------------------- | -- | -- | -- | -- | -- | -- | -- | --- |
| 1.º  | Deportivo Itapuense | 3  | 2  | 1  | 0  | 6  | 2  | 4  | 7   |
| 2.º  | Ovetense            | 3  | 2  | 0  | 1  | 8  | 4  | 4  | 6   |
| 3.º  | Choré Central       | 3  | 0  | 1  | 2  | 1  | 5  | -4 | 1   |

|  | Clasificado a segunda fase. |

| Deportivo Itapuense | 3 - 0 | Choré Central       | Hugo Stroessner     | 25 de julio | 15:00 |
| Choré Central       | 1 - 2 | Ovetense            | Asteria Mendoza     | 1 de agosto | 14:45 |
| Ovetense            | 2 - 3 | Deportivo Itapuense | José Segundo Decoud | 7 de agosto | 14:45 |

### Interserial
| Ovetense           | 4 - 0 | 22 de Septiembre    | Parque del Guairá      | 23 de julio | 15:00 |
| Libertad (Ybytymí) | 0 - 0 | Deportivo Itapuense | Municipal de Carapeguá | 1 de agosto | 14:45 |
| Choré Central      | 0 - 0 | Sportivo Obrero     | Municipal de Carapeguá | 8 de agosto | 14:45 |

## Segunda fase
|  | Cuartos de final     | Cuartos de final     | Cuartos de final    | Cuartos de final    | Cuartos de final   |   |                     | Semifinales           | Semifinales           | Semifinales           | Semifinales           | Semifinales           |  |                    | Final              | Final            | Final            |  |
|  | 15 al 22 de agosto   | 15 al 22 de agosto   | 15 al 22 de agosto  | 15 al 22 de agosto  | 15 al 22 de agosto |   |                     | 5 al 12 de septiembre | 5 al 12 de septiembre | 5 al 12 de septiembre | 5 al 12 de septiembre | 5 al 12 de septiembre |  |                    | 19 de septiembre   | 19 de septiembre | 19 de septiembre |  |
|  |                      |                      |                     |                     |                    |   |                     |                       |                       |                       |                       |                       |  |                    |                    |                  |                  |  |
|  |                      |                      |                     |                     |                    |   |                     |                       |                       |                       |                       |                       |  |                    |                    |                  |                  |  |
|  | Sportivo Carapeguá   | Sportivo Carapeguá   | 1                   | 1                   | 2                  |   |                     |                       |                       |                       |                       |                       |  |                    |                    |                  |                  |  |
|  | Sportivo Carapeguá   | Sportivo Carapeguá   | 1                   | 1                   | 2                  |   |                     |                       |                       |                       |                       |                       |  |                    |                    |                  |                  |  |
|  | Sportivo Obrero      | Sportivo Obrero      | 0                   | 1                   | 1                  |   |                     |                       |                       |                       |                       |                       |  |                    |                    |                  |                  |  |
|  | Sportivo Obrero      | Sportivo Obrero      | 0                   | 1                   | 1                  |   | Sportivo Carapeguá  | Sportivo Carapeguá    | 5                     | 0                     | 5                     |                       |  |                    |                    |                  |                  |  |
|  |                      |                      |                     |                     |                    |   | Sportivo Carapeguá  | Sportivo Carapeguá    | 5                     | 0                     | 5                     |                       |  |                    |                    |                  |                  |  |
|  |                      |                      | Cerro Porteño PF    | Cerro Porteño PF    | 0                  | 0 | 0                   |                       |                       |                       |                       |                       |  |                    |                    |                  |                  |  |
|  | Cerro Porteño PF     | Cerro Porteño PF     | Cerro Porteño PF    | Cerro Porteño PF    | 0                  | 0 | 0                   | 0                     | 2                     | 2                     |                       |                       |  |                    |                    |                  |                  |  |
|  | Cerro Porteño PF     | Cerro Porteño PF     |                     |                     |                    |   |                     |                       |                       | 2                     |                       |                       |  |                    |                    |                  |                  |  |
|  | Ovetense             | Ovetense             | 1                   | 0                   | 1                  |   |                     |                       |                       |                       |                       |                       |  |                    |                    |                  |                  |  |
|  | Ovetense             | Ovetense             | 1                   | 0                   | 1                  |   |                     |                       |                       |                       |                       |                       |  | Sportivo Carapeguá | Sportivo Carapeguá | 0                |                  |  |
|  |                      |                      |                     |                     |                    |   |                     |                       |                       |                       |                       |                       |  | Sportivo Carapeguá | Sportivo Carapeguá | 0                |                  |  |
|  |                      |                      | Deportivo Itapuense | Deportivo Itapuense | 2                  |   |                     |                       |                       |                       |                       |                       |  |                    |                    |                  |                  |  |
|  | Deportivo Itapuense  | Deportivo Itapuense  | Deportivo Itapuense | Deportivo Itapuense | 2                  | 1 | 2                   | 3                     |                       |                       |                       |                       |  |                    |                    |                  |                  |  |
|  | Deportivo Itapuense  | Deportivo Itapuense  |                     |                     |                    |   |                     |                       |                       |                       |                       |                       |  |                    |                    |                  |                  |  |
|  | Deportivo Liberación | Deportivo Liberación | 2                   | 0                   | 2                  |   |                     |                       |                       |                       |                       |                       |  |                    |                    |                  |                  |  |
|  | Deportivo Liberación | Deportivo Liberación | 2                   | 0                   | 2                  |   | Deportivo Itapuense | Deportivo Itapuense   | 1                     | 2                     | 3                     |                       |  |                    |                    |                  |                  |  |
|  |                      |                      |                     |                     |                    |   | Deportivo Itapuense | Deportivo Itapuense   | 1                     | 2                     | 3                     |                       |  |                    |                    |                  |                  |  |
|  |                      |                      | 22 de Setiembre     | 22 de Setiembre     | 2                  | 0 | 2                   |                       |                       |                       |                       |                       |  |                    |                    |                  |                  |  |
|  | 22 de Setiembre      | 22 de Setiembre      | 22 de Setiembre     | 22 de Setiembre     | 2                  | 0 | 2                   | 0                     | 2                     | 2 (4)                 |                       |                       |  |                    |                    |                  |                  |  |
|  | 22 de Setiembre      | 22 de Setiembre      |                     |                     |                    |   |                     |                       |                       | 2 (4)                 |                       |                       |  |                    |                    |                  |                  |  |
|  | R.I. 3 Corrales      | R.I. 3 Corrales      | 1                   | 1                   | 2 (2)              |   |                     |                       |                       |                       |                       |                       |  |                    |                    |                  |                  |  |
|  | R.I. 3 Corrales      | R.I. 3 Corrales      | 1                   | 1                   | 2 (2)              |   |                     |                       |                       |                       |                       |                       |  |                    |                    |                  |                  |  |
|  |                      |                      |                     |                     |                    |   |                     |                       |                       |                       |                       |                       |  |                    |                    |                  |                  |  |

| Sportivo Obrero      | 0 - 1            | Sportivo Carapeguá   | Hugo Arámbulo          | 15 de agosto | 14:45 |
| Deportivo Liberación | 2 - 1            | Deportivo Itapuense  | Atanacio Villagra      | 15 de agosto | 14:45 |
| Ovetense             | 1 - 0            | Cerro Porteño PF     | Coronel Oviedo         | 15 de agosto | 14:45 |
| R.I. 3 Corrales      | 1 - 0            | 22 de Setiembre      | R.I. 3 Corrales        | 15 de agosto | 14:45 |
| Sportivo Carapeguá   | 1 - 1            | Sportivo Obrero      | Municipal de Carapeguá | 22 de agosto | 14:45 |
| Deportivo Itapuense  | 2 - 0            | Deportivo Liberación | Hugo Stroessner        | 22 de agosto | 14:45 |
| Cerro Porteño PF     | 2 - 0            | Ovetense             | Felipe Giménez         | 22 de agosto | 14:45 |
| 22 de Setiembre      | 2 - 1 (4-2 pen.) | R.I. 3 Corrales      | 22 de Setiembre        | 22 de agosto | 14:45 |

| 22 de Setiembre     | 2 - 1 | Deportivo Itapuense | 22 de Setiembre        | 5 de septiembre  | 14:45 |
| Cerro Porteño PF    | 0 - 5 | Sportivo Carapeguá  | Felipe Giménez         | 5 de septiembre  | 14:45 |
| Sportivo Carapeguá  | 0 - 0 | Cerro Porteño PF    | Municipal de Carapeguá | 11 de septiembre | 14:30 |
| Deportivo Itapuense | 2 - 0 | 22 de Setiembre     | Hugo Stroessner        | 12 de septiembre | 14:30 |

| Sportivo Carapeguá | 0 - 2 | Deportivo Itapuense (C) | Luis Salinas | 19 de septiembre | 16:00 |

## Campeón
|                                 |
| Deportivo Itapuense 1.er título |

## Repechaje por el ascenso
El campeón del campeonato disputó partidos de ida y vuelta contra el subcampeón de la Primera División B por un cupo de ascenso a la Segunda División.
| Ida; 12 de octubre de 2021, 19:30 | Deportivo Itapuense                         | 2:4 (0:0) | Martín Ledesma                                                   | Estadio Defensores del Chaco, Asunción |                          |
|                                   | Jorge Guerrero 63' · Cristian Campozano 68' | Reporte   | Óscar Bogado 58' · Derlis Cabañas 59', 61' · Rodolfo Guillen 87' | Árbitro(s): Derlis López               | Árbitro(s): Derlis López |

| Vuelta; 16 de octubre de 2021, 17:00 | Martín Ledesma                           | 2:1 (1:1) | Deportivo Itapuense | Estadio Defensores del Chaco, Asunción |                          |
|                                      | Óscar Bogado 19' · Aníbal Martínez 90+3' | Reporte   | Osvaldo Vigo 23'    | Árbitro(s): Juan Benítez               | Árbitro(s): Juan Benítez |

## Goleadores
| Pos. | Jugador            | Club                 | Goles |
| ---- | ------------------ | -------------------- | ----- |
| 1    | Fernando Arce      | Sportivo Carapeguá   | 4     |
| 2    | Cristian Campozano | Deportivo Itapuense  | 4     |
| 3    | Elías Venialgo     | Ovetense             | 3     |
| 4    | Alex Garay         | Deportivo Itapuense  | 3     |
| 5    | Gustavo Santacruz  | Deportivo Caaguazú   | 3     |
| 6    | Augusto Giménez    | Sportivo Carapeguá   | 3     |
| 7    | Mathías González   | 22 de Setiembre      | 2     |
| 8    | Reinaldo López     | Cerro Porteño PF     | 2     |
| 9    | Nelson Falcón      | Deportivo Liberación | 2     |
| 10   | Marcelo Giménez    | Ovetense             | 2     |
| 11   | Rolando Vázquez    | Deportivo Itapuense  | 2     |
| 12   | Fredy Morales      | R.I. 3 Corrales      | 2     |
| 13   | Juan Cabrera       | R.I. 3 Corrales      | 2     |
| 14   | Jorge Guerrero     | Sport Primavera      | 2     |
| 15   | Jorge Armoa        | Sportivo Carapeguá   | 2     |
| 16   | Leonardo Galeano   | Sportivo Obrero      | 2     |